# Соломин, Павел Павлович
Па́вел Па́влович Соло́мин (15 июня 1982, Ташкент, Узбекская ССР) — узбекистанский футболист, игравший на позиции нападающего. Выступал в сборной Узбекистана.

## Карьера

### Клубная
Начал профессиональную карьеру в ташкентском «Тракторе» в 2003 году. В 2005 году провёл 12 матчей за ташкентский Пахтакор и забил 6 мячей. В 2006 году вернулся в «Трактор», где провёл 30 встреч и забил 21 гол. В 2007 году перешёл в российский клуб «Сатурн». Игра в «Сатурне» не сложилась: Соломин провёл в российском чемпионате два матча с общей продолжительностью в 6 минут. В 2008 году вернулся в Узбекистан, перейдя в наманганский «Навбахор». В феврале 2008 года Павел был на просмотре в краснодарской «Кубани». Следующий сезон провёл в ташкентском «Локомотиве». В 2010 перешёл в клуб чемпионата Индонезии «Сриуиджая». Его контракт на вторую половину сезона 2009/10 оценивается в 600 миллионов индонезийских рупий (около 65 тыс. долларов).

### В сборной
С 2006 года выступает за сборную Узбекистана по футболу.

## Достижения
- Лучший бомбардир чемпионата Узбекистана: 2006 (21 мяч)